# کانن تی۷۰
کانن تی۷۰ (به انگلیسی: Canon T70) یک دوربین عکاسی ساخت شرکت کانن است.